# Jean-Marc Gaudonville
Jean-Marc Antoine Gaudonville est un homme politique français né le 7 juin 1767 à Sainte-Colombe-sur-l'Hers (Aude) et mort le 28 janvier 1851 à Pamiers (Ariège).

## Biographie
Avoué à Pamiers, il est député de l'Ariège en 1815, pendant les Cent-Jours. il sera également conseiller municipal, adjoint au maire de Pamiers.